# Weerstatistieken april Nederland en België
Deze pagina bevat de gemiddelde waarden en de uitzonderlijke gebeurtenissen op weergebied in de maand april in Nederland en België, zoals geregistreerd door respectievelijk de KNMI-weerstations in Nederland en het KMI in Ukkel, België.

## Weerstatistieken maand april in Nederland 1901-2023

### Gemiddelden
Langjarige gemiddelden in het tijdvak 1991-2020.
|                                                  | De Bilt | Eelde | Rotterdam | Maastricht |
| ------------------------------------------------ | ------- | ----- | --------- | ---------- |
| Gemiddelde temperatuur in graden Celsius         | 9,8     | 9,0   | 9,7       | 10,1       |
| Gemiddelde minimumtemperatuur in graden Celsius  | 4,5     | 3,7   | 4,8       | 5,0        |
| Gemiddelde maximumtemperatuur in graden Celsius  | 14,8    | 14,2  | 14,3      | 15,0       |
| Dagen met max temperatuur > 20 C                 | 4,5     | 3,6   | 3,6       | 5,1        |
| Gemiddelde relatieve vochtigheid in procenten    | 74,0    | 77,5  | 76,2      | 71,7       |
| Gemiddelde neerslagduur in procenten van de tijd | 5,4     | 5,5   | 5,5       | 5,5        |
| Gemiddelde neerslaghoeveelheid in mm             | 41,6    | 41,3  | 42,1      | 41,0       |
| [ 1 ]                                            |         |       |           |            |

### Extremen
Hieronder volgen ranglijsten voor de hoogste en laagste gemiddelde temperatuur, de grootste en laagste neerslagsom en het grootste en laagste aantal uren zonneschijn, zoals gemeten op het KNMI-station in De Bilt tussen 1901 en 2023. De lijst van maandrecords is samengesteld uit de beschikbare gegevens van de genoemde stations.
| #     | Hoogste gemiddelde temperatuur in °C | Hoogste gemiddelde temperatuur in °C | Grootste neerslagsom in mm | Grootste neerslagsom in mm | Grootste aantal uren zonneschijn | Grootste aantal uren zonneschijn | #   |
| ----- | ------------------------------------ | ------------------------------------ | -------------------------- | -------------------------- | -------------------------------- | -------------------------------- | --- |
| 1.    | 2011                                 | 13,1                                 | 1965                       | 107,8                      | 2007                             | 284,2                            | 1.  |
| 2.    | 2007                                 | 13,1                                 | 1998                       | 97,5                       | 2020                             | 281,5                            | 2.  |
| 3.    | 2018                                 | 12,2                                 | 1909                       | 93,3                       | 2025                             | 262,2                            | 3.  |
| 4.    | 2009                                 | 12,2                                 | 1935                       | 92,8                       | 1942                             | 258,9                            | 4.  |
| 5.    | 2014                                 | 12,1                                 | 1970                       | 92,1                       | 2011                             | 248,6                            | 5.  |
| 6.    | 2025                                 | 11,5                                 | 1920                       | 89,1                       | 2019                             | 247,0                            | 6.  |
| 7.    | 2020                                 | 11,1                                 | 2001                       | 87,4                       | 2010                             | 246,1                            | 7.  |
| 8.    | 1993                                 | 11,1                                 | 1983                       | 85,0                       | 2015                             | 240,4                            | 8.  |
| 9.    | 2019                                 | 10,9                                 | 1932                       | 85,0                       | 1912                             | 238,3                            | 9.  |
| 10.   | 2024                                 | 10,8                                 | 2016                       | 82,6                       | 1974                             | 228,9                            | 10. |
| #     | Laagste gemiddelde temperatuur in °C | Laagste gemiddelde temperatuur in °C | Kleinste neerslagsom in mm | Kleinste neerslagsom in mm | Kleinste aantal uren zonneschijn | Kleinste aantal uren zonneschijn | #   |
| 1.    | 1917                                 | 4,6                                  | 2007                       | 0,3                        | 1937                             | 41,2                             | 1.  |
| 2.    | 1929                                 | 5,4                                  | 1996                       | 8,1                        | 1998                             | 91,2                             | 2.  |
| 3.    | 1903                                 | 5,6                                  | 2011                       | 8,2                        | 1918                             | 93,5                             | 3.  |
| 4.    | 1956                                 | 5,7                                  | 1976                       | 9,8                        | 1935                             | 95,5                             | 4.  |
| 5.    | 1922                                 | 6,0                                  | 1974                       | 10,0                       | 1970                             | 96,2                             | 5.  |
| 6.    | 1973                                 | 6,1                                  | 1984                       | 11,0                       | 1966                             | 96,9                             | 6.  |
| 7.    | 1970                                 | 6,1                                  | 2020                       | 12,7                       | 1975                             | 98,2                             | 7.  |
| 8.    | 1908                                 | 6,1                                  | 1988                       | 12,7                       | 1932                             | 102,5                            | 8.  |
| 9.    | 1986                                 | 6,2                                  | 1942                       | 13,8                       | 1989                             | 106,3                            | 9.  |
| 10.   | 1936                                 | 6,2                                  | 1954                       | 15,5                       | 1903                             | 109,1                            | 10. |
| [ 2 ] |                                      |                                      |                            |                            |                                  |                                  |     |

| | Officiële records | Officiële records | Officiële records |  | Landelijke records         | Landelijke records | Landelijke records  |
| Gebeurtenis | Datum             | Extreem           | Locatie           |  | Datum                      | Extreem            | Locatie             |
| --- | ----------------- | ----------------- | ----------------- |  | -------------------------- | ------------------ | ------------------- |
| Laagste etmaalgemiddelde temperatuur (°C) | 5 april 1911      | −2,2              | De Bilt           |  | 5 april 1911               | −2,7               | Eelde, Maastricht   |
| Hoogste etmaalgemiddelde temperatuur (°C) | 29 april 1993     | 20,5              | De Bilt           |  | 21 april 1968              | 21,6               | Maastricht          |
| Laagste minimumtemperatuur (°C) | 12 april 1986     | −6,6              | De Bilt           |  | 12 april 1986              | −9,4               | Deelen              |
| Hoogste minimumtemperatuur (°C) | 30 april 1993     | 13,9              | De Bilt           |  | 29 april 1993              | 16,6               | Rotterdam Geulhaven |
| Laagste maximumtemperatuur (°C) | 5 april 1911      | 1,7               | De Bilt           |  | 5 april 1911               | −0,5               | Maastricht          |
| Hoogste maximumtemperatuur (°C) | 15 april 2007     | 28,9              | De Bilt           |  | 21 april 1968              | 30,5               | Volkel              |
| Hoogste uurgemiddelde windsnelheid (m/s) | 7 april 1943      | 20,1              | De Bilt           |  | 2 april 1973               | 29,8               | IJmuiden            |
| Hoogste windstoot (m/s) | 2 april 1973      | 30,4              | De Bilt           |  | 7 april 2005               | 51,0               | Huibertgat          |
| Langste zonneschijnduur (uur) | 27, 28 april 1902 | 14,6              | De Bilt           |  | 27, 28 april 1902          | 14,6               | De Bilt             |
| Langste neerslagduur (uur) | 6 april 1970      | 19,4              | De Bilt           |  | 15 april 2002              | 23,1               | Heino               |
| Hoogste etmaalsom van de neerslag (mm) | 24 april 2014     | 33,6              | De Bilt           |  | 27 april 1983              | 64,2               | Gilze-Rijen         |
| Laagste etmaalgemiddelde relatieve vochtigheid (%) | 8 april 1909      | 28                | De Bilt           |  | 8 april 1909 28 april 1942 | 28 28              | De Bilt Maastricht  |
| Laagste uurwaarde luchtdruk op zeeniveau (hPa) | 4 april 1962      | 977,8             | De Bilt           |  | 1 april 1994               | 972,6              | De Kooy             |
| Hoogste uurwaarde luchtdruk op zeeniveau (hPa) | 10 april 1938     | 1041,0            | De Bilt           |  | 10 april 1938              | 1041,6             | Vlissingen          |
| Officiële records worden altijd gemeten op het KNMI-weerstation in De Bilt. Landelijke records kunnen worden gemeten op elk officieel KNMI-weerstation in Nederland. |                   |                   |                   |  |                            |                    |                     |

## Weerstatistieken maand april in België 1833-heden

### Gemiddelden
Vanaf 2011 werden de nieuwe normale waarden opnieuw berekend op basis van de gemiddelde metingen in Ukkel over de referentieperiode 1981-2010.
De oude normalen hebben verschillende referentieperiodes.
De records gelden vanaf de oude referentieperiodes tot heden.
|                                     | normaal (oud) | normaal (nieuw) | record + | jaar | record - | jaar |
| ----------------------------------- | ------------- | --------------- | -------- | ---- | -------- | ---- |
| Luchtdruk in hPa                    | 1014,2        | 1014,4          | 1023,5   | 1938 | 1003,9   | 1998 |
| Gemiddelde windsnelheid in m/s      | 3,7           | 3,4             | 5        | 1947 | 2,8      | 2007 |
| Zonneschijnduur in hh:mi            | 156           | 159             | 301      | 2007 | 67       | 1970 |
| Gemiddelde temperatuur in °C        | 9             | 9,8             | 14,3     | 2007 | 4,3      | 1837 |
| Gemiddelde maximumtemperatuur in °C | 13,1          | 14,2            | 20,5     | 2007 | 8,1      | 1903 |
| Gemiddelde minimumtemperatuur in °C | 5             | 5,3             | 8,2      | 1961 | 1,5      | 1917 |
| Relatieve vochtigheid in %          | 76,6          | 73              | 88       | 1891 | 57       | 2020 |
| Gemiddelde dampdruk in hPa          | 8,6           | 8,7             | 11,5     | 1961 | 6,1      | 1837 |
| Neerslagtotaal in mm                | 53,1          | 51,3            | 134,3    | 2001 | 0        | 2007 |
| Neerslagdagen                       | 17            | 15              | 29       | 1935 | 0        | 2007 |
| [ 4 ] [ 5 ]                         |               |                 |          |      |          |      |

### Extremen
Overzicht van de hoogste en laagste 5 waarden voor de maand april vanaf 1833 voor gemiddelde temperatuur, neerslaghoeveelheid en aantal neerslagdagen en vanaf 1887 voor zonneschijnduur(*) in Ukkel.
| | Gemiddelde temperatuur | Gemiddelde temperatuur | Zonneschijnduur | Zonneschijnduur | Neerslaghoeveelheid | Neerslaghoeveelheid | Aantal neerslagdagen | Aantal neerslagdagen |
| | Jaar                   | °C                     | Jaar            | uren            | Jaar                | mm                  | Jaar                 | dagen                |
| --- | ---------------------- | ---------------------- | --------------- | --------------- | ------------------- | ------------------- | -------------------- | -------------------- |
| Hoogste waarden                                                                                          |                        |                        |                 |                 |                     |                     |                      |                      |
| 2007 | 14,3                   | 2007                   | 301             | 2001            | 134,3               | 1935                | 29                   |                      |
| 2011 | 14,1                   | 2020                   | 277             | 1903            | 130,4               | 1920                | 28                   |                      |
| 2018 | 13,0                   | 1976                   | 260             | 1935            | 123,5               | 1963                | 27                   |                      |
| 2020 | 12,6                   | 1909                   | 257             | 1998            | 107,2               | 1977                | 26                   |                      |
| 2009 | 12,5                   | 1968                   | 257             | 1985            | 105,7               | 1973                | 25                   |                      |
| Normale waarde (oud)                                                                                     |                        | 9,0                    |                 | 156             |                     | 53,1                |                      | 17                   |
| Normale waarde (nieuw)                                                                                   |                        | 9,8                    |                 | 159             |                     | 51,3                |                      | 15                   |
| Laagste waarden                                                                                          |                        |                        |                 |                 |                     |                     |                      |                      |
| 1903 | 5,3                    | 1972                   | 89              | 1864            | 8,0                 | 1997                | 7                    |                      |
| 1847 | 5,3                    | 1995                   | 85              | 1865            | 8,0                 | 2020                | 5                    |                      |
| 1839 | 5,0                    | 1937                   | 83              | 1996            | 6,0                 | 1996                | 5                    |                      |
| 1917 | 4,6                    | 1918                   | 81              | 1893            | 0,5                 | 1893                | 3                    |                      |
| 1837 | 4,3                    | 1970                   | 67              | 2007            | 0,0                 | 2007                | 0                    |                      |
| (*) Waarden vóór december 2008 werden omgerekend. Zie voor wijze van berekenen zonneschijnduur in Ukkel. |                        |                        |                 |                 |                     |                     |                      |                      |

### Uitzonderlijke gebeurtenissen
Deze zijn in België:
- 1837 - Deze maand is voor Ukkel de koudste maand april ooit met 4,3 °C.(normaal: 9,0 °C).
- 1903 - Deze maand is voor Ukkel de natste maand april van de eeuw met 130,4 mm neerslag (normaal: 57,0 mm).
- 1917 - Dit is de koudste maand april van de eeuw: de gemiddelde temperatuur bedraagt slechts 4,6 °C in Ukkel (normaal: 9,0 °C). De maand telt ook 12 vorstdagen.
- 1970 - De maand april is de somberste van de eeuw in Ukkel: de zon schijnt slechts 67 uur (normaal: 155 uur). In hetzelfde station zijn er negen dagen met neerslag die voor een deel uit sneeuw bestaat, dat wil zeggen één dag meer dan in april 1908, wat zeer uitzonderlijk is voor deze periode van het jaar.
- 1976 - In april scheen de zon in Ukkel gedurende 226 uur (normaal: 155 uur). Dit is de zonnigste maand april van de eeuw.
- 1987 - Met een gemiddelde temperatuur van 11,9 °C in Ukkel is dit de warmste maand april van de eeuw (normaal: 9,0 °C).
- 1996 - Tijdens de maand april valt er slechts 6,0 mm neerslag in Ukkel (normaal: 57,0 mm). Dit is niet alleen de droogste maand april van de eeuw maar ook de maand april met het kleinste aantal regendagen (slechts vijf dagen, normaal: 17 dagen). Dit record wordt evenwel verbroken in 2007.
- 2001 - De natste aprilmaand ooit met 2,5 keer de normale hoeveelheid regen.
- 2007 - Voor de eerste keer sinds het begin van de waarnemingen valt er geen neerslag in een kalendermaand. Daardoor is het uiteraard de droogste maand ooit. Het is meteen ook de warmste april ooit, zowel wat gemiddelde, maximum- als minimumtemperatuur betreft. Meteen worden ook het minimumrecord windsnelheid en het maximumrecord zonneschijnduur gebroken.
- 2020 - Op één na zonnigste aprilmaand met 277 uur zonneschijn te Ukkel (normaal: 158 uur).
- 2021 - Koudste aprilmaand sinds 1986 met te Ukkel een gemiddelde temperatuur van 7.3°C (normaal: 10.4°C). Hiermee was april ook kouder dan voorgaande maart (7.4°C).